# Отношения ДР Конго и Южного Судана
Отношения Демократической Республики Конго и Южного Судана — двусторонние дипломатические отношения между Демократической Республикой Конго (ДР Конго) и Южным Суданом. Протяжённость государственной границы между странами составляет 714 км.

## История
В 1998 году Народная армия освобождения Судана пересекла границу и разграбила часть северной территории ДР Конго. Пограничного контроля в те годы практически не существовало и между ДР Конго и Южным Суданом могла иметь место активная торговля оружием. Несмотря на установленные колониальными державами границы, разделяющие этнические группы, постколониальные конголезцы и суданцы полагались на свою общую этническую принадлежность для развития трансграничных культурных, экономических и торговых связей. Гражданские войны в ДР Конго и Южном Судане за последние тридцать лет вызвали временную, а в некоторых случаях и постоянную миграцию комбатантов между двумя странами. Граница отличается минимальным контролем, труднодоступными дорогами и местностью. Действующие и бывшие солдаты Народной армии освобождения Судана использовали свои этнические связи в ДР Конго для торговли оружием и другими товарами.
13 июля 2011 года ДР Конго признала независимость Южного Судана от Судана.
В 2022 году на территории ДР Конго проживало 56 303 беженцев из Южного Судана, а в Южном Судане проживало 19 402 беженцев из ДР Конго. Оба государства являются членами Восточноафриканского сообщества.

## Дипломатические представительства
- Южный Судан содержит посольство в Киншасе[5].